# Чорнокур'їнська сільська рада (Мамонтовський район)
Чо́рноку́р'їнська сільська рада (рос. Чёрнокурьинский сельский совет) — сільське поселення у складі Мамонтовського району Алтайського краю Росії.
Адміністративний центр та єдиний населений пункт — село Чорна Кур'я.

## Населення
Населення — 946 осіб (2019; 1009 в 2010, 1057 у 2002).